# كمبل سليمان
كمبل سليمان (بالفارسية: کمبل سلیمان) هي قرية تقع في البلدة المركزية في إيران. يقدر عدد سكانها بـ 872 نسمة بحسب إحصاء 2016.